# قهرمانی شطرنج جهان ۱۹۷۲
قهرمانی شطرنج جهان ۱۹۷۲ رقابت بین بابی فیشر از ایالات متحده آمریکا و مدافع عنوان قهرمانی بوریس اسپاسکی از شوروی بود. این مسابقه در لوهاردالسول ریکیاویک ایسلند برگزار شد و از آن با عنوان مسابقه قرن یاد می‌شود. بابی فیشر اولین متولد آمریکا و دومین شهروند آمریکایی محسوب می‌شود که برنده این عنوان شده. (ویلهلم اشتاینیتس اولین نفری بود که این عنوان را به دست آورد. او در سال ۱۸۸۸ تابعیت آمریکا را دریافت کرد) پیروزی فیشر سلطه ۲۴ ساله شوروی در قهرمانی این عنوان را به پایان رساند.
اولین بازی این رقابت‌ها در ۱۱ ژوئیه ۱۹۷۲ انجام شد. آخرین این بازی‌ها (بازی ۲۱ ام) در ۳۱ اوت انجام شد و پس از ۴۰ حرکت بازی به تعویق افتاد و اسپاسکی روز بعد بدون از سرگیری بازی استعفا داد. بدین ترتیب بازی با نمره ۱۲½–۸½ به اتمام رسید و فیشر به یازدهمین قهرمان بلامنازع جهان تبدیل شد.

در سال ۲۰۱۶ قهرمان سابق شطرنج جهان گری کاسپاروف در خصوص اهمیت جهانی این مسابقه اظهار داشت: 

من فکر می‌کنم دلیل این که شما این مسابقات را تماشا می‌کنید تنها شطرنج نیست بلکه عنصر سیاسی این بازی است. چرا که در اتحاد جماهیر شوروی شطرنج توسط مقامات شوروی به عنوان یک ابزار ایدئولوژیک بسیار مهم و مفید برای نشان دادن برتری فکری رژیم کمونیست اتحاد جماهیر شوروی نسبت به غرب محسوب می‌شد. به همین دلیل شکست اسپاسکی [...] از سوی مردم دو طرف اقیانوس اطلس به عنوان یک خرد کننده در بین این جنگ سرد بود.

## زمینه
این مسابقه در طول جنگ سرد انجام شد، اگر چه در طول دوره افزایش روزافزون دتانت بود. در این دوره مدرسه شطرنج شوروی مدت‌ها بود که امتیاز انحصاری بازی را در بالاترین سطح برگزار کرده بود. اسپاسکی آخرین زنجیره قهرمانی شطرنج جهان بدون وقته شوروی بود، که از قهرمانی جهان شطرنج ۱۹۴۸ شروع شده بود.
فیشر غیرعادی، و ۲۹ ساله آمریکایی، منتقد صریح سلطه شوروی در شطرنج بود. او معتقد بود که بازیکنان شوروی با موافقت مساوی کوتاه بین همدیگر، امتیاز ناعادلانه ای به دست می‌آوردند. در اوت ۱۹۶۲ نشریه اسپورتس ایلوستریتد و در اکتبر هفته‌نامه آلمانی اشپیگل یک مقاله دربارهٔ فیشر منتشر کرد: «روس‌ها دارای شطرنج جهانی هستند» و در آن دیدگاهی را مطرح کرد، که فیشر به ندرت با مساوی‌های توافقی موافقت می‌کرده‌است.
انتظارات از اسپاسکی زیاد بود چرا که شطرنج بخشی از سیستم سیاسی شوروی محسوب می‌شد. این در حالی بود که فیشر اغلب از کشور خودش انتقاد می‌کرد («آمریکایی‌ها می‌خواهند مقابل تلویزیون بنشینند و تماشا کنند و نمی‌خواهند یک کتاب باز کنند…») او همچنین به دلیل اهمیت سیاسی این مسابقه، بار انتظارها را تحمل کرد. از آنجایی که به جز ویلهلم اشتاینیتس که در سال ۱۹۸۸ به شهروندی آمریکا درآمد هیچ فرد آمریکایی دیگری به این مقام قهرمانی دست نیافته بود. هیجان حول این مسابقه به گونه ای بود که با نام «مسابقه قرن» نامیده شد. هرچند همین اصطلاح در مورد مسابقات روسیه (اتحاد جماهیر شوروی) در مقابل سایر نقاط جهان نیز دو سال پیش استفاده می‌شد.
اسپاسکی قهرمان، مسابقات قهرمانی جهان ۱۹۶۶ را به تیگران پتروسیان واگذار کرد. در سال ۱۹۶۸ در بازی با افیم گلر، بنت لارسن و ویکتور کورچنوی به پیروزی رسید تا دوباره با تیگران پتروسیان بر سر این عنوان رقابت کند. این بار اسپاسکی با با نمره ½۱۲–½۱۰ به پیروزی رسید. اغلب به او گفته می‌شد که دارای «سبک جهانی» است. «شامل توانایی برای بازی با انواع مختلفی از موقعیت‌ها» با این حال گری کاسپاروف اشاره می‌کند که «اسپاسکی از دوران کودکی توانایی عالی برای ابتکار داشته.» قبل از مسابقه فیشر پنج بازی در مقابل اسپاسکی انجام داد، در این بازی دو تساوی به دست آمد و اسپاسکی سه بازی را برنده شد.
فیشر در رویارویی مستقیم با قهرمانان شطرنج در مسابقات کاندیداتوری با استادبزرگانی چون مارک تایمانف و بنت لارسن بازی کرد و آن‌ها را با امتیاز کامل ۶–۰ تحقیر کرد. شاهکاری که هیچ‌کس از بازیکنان کاندیداتوری موفق به انجام آن نبوده. پس از آن، فیشر پنج بازی جداگانه با تیگران پتروسیان، قهرمان سابق جهان انجام داد که با برنده شدن در چهار بازی پرونده این بازی را به سود خود بست. «هیچ اظهار نظری تأثیر این نتایج را نشان نمی‌دهد … فیشر ویران کرد.» از هفت راند گذشته اینترزونال تا بازی اول در برابر پتروسیان، فیشر در ۲۰ بازی متوالی برنده شد که تقریباً تمام بازی‌ها در برابر استادبزرگان شطرنج بود.
فیشر همچنین ریتینگ الو بالاتری نسبت به اسپاسکی داشت. در فهرست رتبه‌بندی فیده و در ژوئیه ۱۹۷۲ فیشر ریتینگ ۲۷۸۵ را داشت، این ریتینگ ۱۲۵ امتیاز بیشتر از ریتینگ خود اسپاسکی بود. (ریتینگ اسپاسکی در آن زمان ۲۶۶۰ بود) نتایج اخیر و ریتینگ فیشر او را مورد توجه قرار داده بود. با این حال شاهدان اعتقاد داشتند که فیشر هرگز برنده بازی نخواهد بود.
بازیکن‌های دوم
اسپاسکی افیم گلر، نیکولای کرگیتوس و آیوو نای بود. بازیکن دوم فیشر نیز ویلیام لمباردی بوده‌است. او همچنین وکیلی به نام پل مارشال داشت که نقش مهمی در حوادث پیرامون مسابقه ایفا می‌کرد. این وکیل همچنین نماینده فدراسیون شطرنج ایالات متحده بود. لثار اسمید هم داوری این مسابقه را بر عهده داشت.
تا مدتی، بر برگزار شدن این مسابقه تردید وجود داشت. کمی قبل از مسابقه، فیشر درخواست کرد تا مبلغ ۱۲۵٬۰۰۰ دلار (۵/۸ به برنده، ۳/۸ بازنده) و همچنین ۳۰٪ از درآمد حاصل از حق پخش تلویزیونی و ۳۰٪ هم از فروش بلیط به آن‌ها پرداخت شود. او به مراسم افتتاحیه مسابقات در ایسلند که در ۱ ژوئیه برگزار می‌شد نرسید. فیشر رفتار ظاهری پر تناقضی داشت، همانگونه که در تمام دوران حرفه‌ای اش اینگونه بود. او در نهایت به ایسلند پرواز کرد و موافقت کرد که بعد از دو روز به تعویق افتادن بازی توسط رئیس فیده، ماکس اویوه و افزایش دوبرابری جایزه توسط جیم اسلاتر بازی کند. تماس تلفنی هنری کیسینجر نیز در متقاعد کردن فیشر نقش به سزایی داشت. بسیاری از مفسران به ویژه اتحاد جماهیر شوروی نظر داشتند که همه خواسته‌های مدارم و غیر منطقی فیشر، برنامه ای روانی علیه اسپاسکی بود. طرفداران فیشر می‌گویند که پیروزی فیشر در مسابقات قهرمانی جهان، مأموریت زندگی وی بوده‌است. دلیل خواسته‌هایش هم این بوده مه او تنها می‌خواسته اوضاع را برای خود مناسب باشد و رفتار او همانگونه بوده که همیشه بوده.
بازی در مسابقات جهانی (به عنوان مثال، یک سری بازی بین دو حریف) اغلب بدین صورت است که بازیکنان، یک یا دو گشایش را به صورت بسیار عمیق کار می‌کنند و از آن بارها و بارها در بازی‌ها استفاده می‌کنند. آمادگی برای چنین مسابقه ای شامل تجزیه و تحلیل گشایش‌های باز شناخته شده توسط حریف است. فیشر به دلیل مجموعه بازی‌های غیرمعمول معروف بود: او تقریباً همیشه در هنگام بازی با مهره سفید، بازی را با 1.e4 از گشایش نجادوف واریانت و از دفاع سیسیلی به عنوان دفاع در برابر 1.e4 استفاده می‌کرد. او اسپاسکی را بارها با تغییر در شروع بازی شگفت زده کرد و از حرکت‌هایی استفاده می‌کرد که هرگز، یا فقط به ندرت از آن استفاده می‌کرد. (مانند استفاده از حرکت 1.c4 در شروع با سفید، دفاع آلخین، دفاع پیرک و سیسیلی پائولسن در شروع با سیاه) حتی در شرایطی که فیشر قبلاً در مسابقه بازی کرده بود، مدام از تغییرات قبلی خود منحرف می‌شد و بدین ترتیب هیچ‌گاه یک نوع بازی را دو بار تکرار نمی‌کرد.

## ۱۹۷۰ مسابقات اینترزونال
مسابقات اینترزونال در پالما ده مایورکا اسپانیا، در نوامبر و دسامبر ۱۹۷۰ برگزار شد. شش بازیکن برتر اینترزونال (که به ترتیب در جدول زیر نشان داده شده‌اند) برای شرکت در مسابقات کاندیداتوری واجد شرایط بودند. بابی فیشر شرایط لازم برای شرکت در این رویداد را نداشت، چراکه در مسابقات قهرمانی آمریکا ۱۹۶۹ (ناحیه ای) شرکت نکرده بود. با این حال بنکو (و لمباردی به عنوان ذخیره) جایگاه خود را از دست دادند و ماکس اویوه رئیس فیده در اقدامی بحث‌برانگیز به فیشر اجازه داد تا در مسابقه شرکت کند. برای این اتفاق مبلغ ۱۵۰۰ دلار به بنکو پرداخت شد.
|    |                                 | ۱ | ۲ | ۳ | ۴ | ۵ | ۶ | ۷ | ۸ | ۹ | ۱۰ | ۱۱ | ۱۲ | ۱۳ | ۱۴ | ۱۵ | ۱۶ | ۱۷ | ۱۸ | ۱۹ | ۲۰ | ۲۱ | ۲۲ | ۲۳ | ۲۴ | جمع | Tie break |
| -- | ------------------------------- | - | - | - | - | - | - | - | - | - | -- | -- | -- | -- | -- | -- | -- | -- | -- | -- | -- | -- | -- | -- | -- | --- | --------- |
| ۱  | بابی فیشر (United States)       | - | ۰ | ۱ | ½ | ۱ | ۱ | ½ | ۱ | ½ | ۱  | ۱  | ۱  | ۱  | ۱  | ۱  | ۱  | ۱  | ½  | ۱  | ۱  | ½  | ½  | ۱  | ½  | ۱۸½ |           |
| ۲  | بنت لارسن (Denmark)             | ۱ | - | ½ | ½ | ۰ | ۱ | ½ | ½ | ½ | ½  | ۱  | ۱  | ۰  | ½  | ½  | ۱  | ½  | ۱  | ½  | ۱  | ۱  | ½  | ۱  | ½  | ۱۵  | ۱۶۷٫۵۰    |
| ۳  | افیم گلر (Soviet Union)         | ۰ | ½ | - | ۱ | ½ | ۱ | ½ | ۱ | ½ | ½  | ½  | ۱  | ½  | ½  | ۱  | ½  | ۱  | ½  | ½  | ½  | ۱  | ۱  | ½  | ½  | ۱۵  | ۱۶۷٫۰۰    |
| ۴  | رابرت هوبنر (West Germany)      | ½ | ½ | ۰ | - | ½ | ۱ | ½ | ۰ | ½ | ½  | ۰  | ½  | ½  | ۱  | ½  | ۱  | ۱  | ۱  | ۱  | ½  | ۱  | ۱  | ۱  | ۱  | ۱۵  | ۱۵۵٫۲۵    |
| ۵  | مارک تایمانف (Soviet Union)     | ۰ | ۱ | ½ | ½ | - | ½ | ½ | ½ | ½ | ½  | ½  | ۰  | ½  | ۰  | ۱  | ۱  | ½  | ۱  | ½  | ۱  | ½  | ۱  | ۱  | ۱  | ۱۴  | ۱۴۶٫۵۰    |
| ۶  | ولفگانگ اولمن (East Germany)    | ۰ | ۰ | ۰ | ۰ | ½ | - | ۱ | ½ | ½ | ۱  | ½  | ½  | ۱  | ½  | ۰  | ۱  | ½  | ۱  | ۱  | ½  | ۱  | ۱  | ۱  | ۱  | ۱۴  | ۱۴۱٫۵۰    |
| ۷  | لاجوس پریتیچ (Hungary)          | ½ | ½ | ½ | ½ | ½ | ۰ | - | ½ | ۰ | ۱  | ½  | ۱  | ۱  | ½  | ½  | ½  | ۱  | ½  | ½  | ۱  | ½  | ۱  | ۱  | ۰  | ۱۳½ | ۱۴۹٫۷۵    |
| ۸  | واسیلی اسمیسلوف (Soviet Union)  | ۰ | ½ | ۰ | ۱ | ½ | ½ | ½ | - | ۱ | ½  | ½  | ۰  | ½  | ½  | ½  | ½  | ½  | ½  | ۱  | ۱  | ½  | ۱  | ۱  | ۱  | ۱۳½ | ۱۴۱٫۰۰    |
| ۹  | لو پلگاوفسکی (Soviet Union)     | ½ | ½ | ½ | ½ | ½ | ½ | ۱ | ۰ | - | ½  | ۱  | ½  | ½  | ½  | ½  | ۱  | ۰  | ½  | ۱  | ۱  | ½  | ½  | ½  | ½  | ۱۳  | ۱۴۶٫۷۵    |
| ۱۰ | سوتوزار گلیگوچیچ (Yugoslavia)   | ۰ | ½ | ½ | ½ | ½ | ۰ | ۰ | ½ | ½ | -  | ۱  | ½  | ۱  | ½  | ۱  | ½  | ½  | ۱  | ۰  | ½  | ۱  | ½  | ۱  | ۱  | ۱۳  | ۱۳۵٫۵۰    |
| ۱۱ | اسکار پاننو (Argentina)         | ۰ | ۰ | ½ | ۱ | ½ | ½ | ½ | ½ | ۰ | ۰  | -  | ½  | ½  | ½  | ۱  | ۱  | ½  | ½  | ½  | ½  | ۱  | ۱  | ½  | ۱  | ۱۲½ | ۱۳۰٫۷۵    |
| ۱۲ | هنری مکینگ (Brazil)             | ۰ | ۰ | ۰ | ½ | ۱ | ½ | ۰ | ۱ | ½ | ½  | ½  | -  | ۱  | ½  | ½  | ½  | ½  | ۰  | ½  | ½  | ۱  | ۱  | ۱  | ۱  | ۱۲½ | ۱۳۰٫۰۰    |
| ۱۳ | ولاستیمیل هورت (Czechoslovakia) | ۰ | ۱ | ½ | ½ | ½ | ۰ | ۰ | ½ | ½ | ۰  | ½  | ۰  | -  | ۱  | ½  | ۱  | ½  | ½  | ½  | ½  | ۱  | ½  | ۱  | ½  | ۱۱½ |           |
| ۱۴ | بوریسلاو یوکوو (Yugoslavia)     | ۰ | ½ | ½ | ۰ | ۱ | ½ | ½ | ½ | ½ | ½  | ½  | ½  | ۰  | -  | ½  | ½  | ۰  | ½  | ½  | ½  | ½  | ۱  | ½  | ½  | ۱۰½ |           |
| ۱۵ | دانکن ساتل (Canada)             | ۰ | ½ | ۰ | ½ | ۰ | ۱ | ½ | ½ | ½ | ۰  | ۰  | ½  | ½  | ½  | -  | ۰  | ½  | ½  | ۱  | ½  | ۰  | ۱  | ½  | ۱  | ۱۰  | ۱۰۵٫۷۵    |
| ۱۶ | دراگولجاب مینیک (Yugoslavia)    | ۰ | ۰ | ½ | ۰ | ۰ | ۰ | ½ | ½ | ۰ | ½  | ۰  | ½  | ۰  | ½  | ۱  | -  | ۱  | ½  | ½  | ½  | ۱  | ½  | ۱  | ۱  | ۱۰  | ۹۶٫۰۰     |
| ۱۷ | ساموئل رشفسکی (United States)   | ۰ | ½ | ۰ | ۰ | ½ | ½ | ۰ | ½ | ۱ | ½  | ½  | ½  | ½  | ۱  | ½  | ۰  | -  | ½  | ½  | ½  | ۰  | ۰  | ½  | ۱  | ۹½  |           |
| ۱۸ | میلول متولویچ (Yugoslavia)      | ½ | ۰ | ½ | ۰ | ۰ | ۰ | ½ | ½ | ½ | ۰  | ½  | ۱  | ½  | ½  | ½  | ½  | ½  | -  | ½  | ½  | ۰  | ۰  | ½  | ۱  | ۹   | ۹۸٫۵۰     |
| ۱۹ | ویلیام آدیدسون (United States)  | ۰ | ½ | ½ | ۰ | ½ | ۰ | ½ | ۰ | ۰ | ۱  | ½  | ½  | ½  | ½  | ۰  | ½  | ½  | ½  | -  | ½  | ۰  | ۰  | ۱  | ۱  | ۹   | ۹۵٫۲۵     |
| ۲۰ | میروسلاو فیلیپ (Czechoslovakia) | ۰ | ۰ | ½ | ½ | ۰ | ½ | ۰ | ۰ | ۰ | ½  | ½  | ½  | ½  | ½  | ½  | ½  | ½  | ½  | ½  | -  | ½  | ۱  | ½  | ۰  | ۸½  | ۹۱٫۵۰     |
| ۲۱ | رناتو نارانجا (Philippines)     | ½ | ۰ | ۰ | ۰ | ½ | ۰ | ½ | ½ | ½ | ۰  | ۰  | ۰  | ۰  | ½  | ۱  | ۰  | ۱  | ۱  | ۱  | ½  | -  | ۰  | ۰  | ۱  | ۸½  | ۸۸٫۷۵     |
| ۲۲ | Tudev Ujtumen (Mongolia)        | ½ | ½ | ۰ | ۰ | ۰ | ۰ | ۰ | ۰ | ½ | ½  | ۰  | ۰  | ½  | ۰  | ۰  | ½  | ۱  | ۱  | ۱  | ۰  | ۱  | -  | ۱  | ½  | ۸½  | ۸۵٫۲۵     |
| ۲۳ | جورج روبینتی (Argentina)        | ۰ | ۰ | ½ | ۰ | ۰ | ۰ | ۰ | ۰ | ½ | ۰  | ½  | ۰  | ۰  | ½  | ½  | ۰  | ½  | ½  | ۰  | ½  | ۱  | ۰  | -  | ۱  | ۶   |           |
| ۲۴ | ائازار جیمنز (Cuba)             | ½ | ½ | ½ | ۰ | ۰ | ۰ | ۱ | ۰ | ½ | ۰  | ۰  | ۰  | ½  | ½  | ۰  | ۰  | ۰  | ۰  | ۰  | ۱  | ۰  | ½  | ۰  | -  | ۵½  |           |
پریتیچ و اسمیسلوف در اولین مسابقه حذفی در پورتوروژ، یوگسلاوی در اوایل ۱۹۷۱ برای جایگاه ذخیره مسابقات کاندیداتوری رقابت کردند. رقابت‌ها با نتیجه ۳–۳ به پایان رسید؛ اما پریتیچ به دلیل داشتن یک امتیاز بیشتر برنده مسابقه شد.

## ۱۹۷۱ نامزدهای مسابقات
پتروسیان به عنوان آخرین بازنده مسابقات قهرمانی و کورچنوی به عنوان رقیب اصلی نامزدهای قبلی، به‌طور مستقیم در مرحله مسابقات نامزدها قرار گرفتند و به شش بازیکن برتر اینترزونال پیوستند. در مسابقه بین پتروسیان و هوبنر در یک چهارم نهایی شهر سویا، هوبنر بعد از باخت در در بازی هفتم به دلیل شکایت ناشی از سر و صدا از مسابقه کناره‌گیری کرد.
|  | یک‌چهارم‌نهایی             | یک‌چهارم‌نهایی             | یک‌چهارم‌نهایی             |                          |               | نیمه‌نهایی        | نیمه‌نهایی        | نیمه‌نهایی        |                  |                  | نهایی                           | نهایی                           | نهایی                           |                                 |                                 |
|  |                          |                          |                          |                          |               |                  |                  |                  |                  |                  |                                 |                                 |                                 |                                 |                                 |
|  | ونکوور، مه ۱۹۷۱          |                          |                          |                          |               |                  |                  |                  |                  |                  |                                 |                                 |                                 |                                 |                                 |
|  |                          | بابی فیشر                | ۶                        |                          |               |                  |                  |                  |                  |                  |                                 |                                 |                                 |                                 |                                 |
|  |                          | مارک تایمانف             | ۰                        |                          |               | دنور، ژوئیه ۱۹۷۱ | دنور، ژوئیه ۱۹۷۱ | دنور، ژوئیه ۱۹۷۱ | دنور، ژوئیه ۱۹۷۱ | دنور، ژوئیه ۱۹۷۱ |                                 |                                 |                                 |                                 |                                 |
|  |                          |                          |                          |                          |               | بابی فیشر        | ۶                |                  |                  |                  |                                 |                                 |                                 |                                 |                                 |
|  | لاس پالماس، مه-ژوئن ۱۹۷۱ | لاس پالماس، مه-ژوئن ۱۹۷۱ | لاس پالماس، مه-ژوئن ۱۹۷۱ | لاس پالماس، مه-ژوئن ۱۹۷۱ |               |                  | بنت لارسن        | ۰                |                  |                  |                                 |                                 |                                 |                                 |                                 |
|  |                          | بنت لارسن                | ۵½                       |                          |               |                  |                  |                  |                  |                  |                                 |                                 |                                 |                                 |                                 |
|  |                          | ولفگانگ اولمن            | ۳½                       |                          |               |                  |                  |                  |                  |                  | بوئنوس آیرس، سپتامبر-اکتبر ۱۹۷۱ | بوئنوس آیرس، سپتامبر-اکتبر ۱۹۷۱ | بوئنوس آیرس، سپتامبر-اکتبر ۱۹۷۱ | بوئنوس آیرس، سپتامبر-اکتبر ۱۹۷۱ | بوئنوس آیرس، سپتامبر-اکتبر ۱۹۷۱ |
|  |                          |                          |                          |                          |               |                  |                  |                  |                  |                  |                                 | بابی فیشر                       | ۶½                              |                                 |                                 |
|  | مسکو، مه ۱۹۷۱            | مسکو، مه ۱۹۷۱            | مسکو، مه ۱۹۷۱            | مسکو، مه ۱۹۷۱            | مسکو، مه ۱۹۷۱ |                  |                  |                  |                  |                  |                                 | تیگران پتروسیان                 | ۲½                              |                                 |                                 |
|  |                          | ویکتور کورچنوی           | ۵½                       |                          |               |                  |                  |                  |                  |                  |                                 |                                 |                                 |                                 |                                 |
|  |                          | افیم گلر                 | ۲½                       |                          |               | مسکو، ژوئیه ۱۹۷۱ | مسکو، ژوئیه ۱۹۷۱ | مسکو، ژوئیه ۱۹۷۱ | مسکو، ژوئیه ۱۹۷۱ | مسکو، ژوئیه ۱۹۷۱ |                                 |                                 |                                 |                                 |                                 |
|  |                          |                          |                          |                          |               | ویکتور کورچنوی   | ۴½               |                  |                  |                  |                                 |                                 |                                 |                                 |                                 |
|  | سویا، مه ۱۹۷۱            | سویا، مه ۱۹۷۱            | سویا، مه ۱۹۷۱            | سویا، مه ۱۹۷۱            |               |                  | تیگران پتروسیان  | ۵½               |                  |                  |                                 |                                 |                                 |                                 |                                 |
|  |                          | تیگران پتروسیان          | ۴                        |                          |               |                  |                  |                  |                  |                  |                                 |                                 |                                 |                                 |                                 |
|  |                          | رابرت هوبنر (forfeited)  | ۳                        |                          |               |                  |                  |                  |                  |                  |                                 |                                 |                                 |                                 |                                 |

پیروزی فیشر حق به چالش کشیدن قهرمان فعلی آن زمان اسپاسکی را به وجود آورد.

## ۱۹۷۲ مسابقات قهرمانی جهان

### برنامه و نتایج
مسابقه به عنوان ۲۴ بازی انجام شد. با پیروزی ۱ امتیاز و تساوی ½ امتیازی؛ بازی زمانی به پایان می‌رسید که یکی از بازیکنان ½۱۲ امتیاز به دست آورد. اگر مسابقه با تساوی ۱۲–۱۲ به پایان می‌رسید هم اسپاسکی عنوان خود را حفظ می‌کرد. اولین ساعت زمانی بر روی ۴۰ حرکت و ۲ ساعت و نیم تنظیم شد. سه بازی در هفته برنامه‌ریزی شده بود. هر بازیکن می‌توانست به دلایل پزشکی تا سه بار بازی را به تعویق بیندازد. بر طبق برنامه‌ریزی قرار بود بازی‌ها در روزهای یک شنبه، سه شنبه و پنجشنبه برگزار شود. اگر یک بازی به تعویق می‌افتاد باید روز بعد ادامه می یافت. شنبه‌ها هم روز استراحت بود.
فیشر اصرار داشت که از مهره شطرنج استانتون از جاش لندن استفاده شود. صفحه شطرنج هم باید بر اساس درخواست فیشر از نو بازسازی می‌شد. این مسابقه در سراسر جهان تحت پوشش قرار گرفت، فیشر در سرتاسر جهان مشهور شد و به عنوان اینشتین شطرنج توصیف شد. هتل او روزانه تعداد زیادی تماس از سوی زنان داشت و فیشر از خواندن نامه‌ها و تلگراف‌های متعددی که از او تعریف یا انتقاد کرده بودند لذت می‌برد. هیجان روزافزون مردم پس از به تعویق افتادن بازی بسیار بود و مردم این پرسش را داشتند که آیا فیشر دوباره ظاهر خواهد شد یا نه. پیش از این، او از فرودگاه آمده بود و هنگامی که در حال ترک محل بود توسط خبرنگاران احاطه شده بود. سخنانی چون: «آیا او بازی خواهد کرد؟» یا «آمریکا در برابر روسیه» موجب هیجان در سراسر جهان شده بود.
|                      | ریتینگ | ۱ | ۲ | ۳ | ۴ | ۵ | ۶ | ۷ | ۸ | ۹ | ۱۰ | ۱۱ | ۱۲ | ۱۳ | ۱۴ | ۱۵ | ۱۶ | ۱۷ | ۱۸ | ۱۹ | ۲۰ | ۲۱ | امتیازات |
| -------------------- | ------ | - | - | - | - | - | - | - | - | - | -- | -- | -- | -- | -- | -- | -- | -- | -- | -- | -- | -- | -------- |
| بوریس اسپاسکی (USSR) | 2660   | 1 | 1 | 0 | ½ | 0 | ۰ | ½ | ۰ | ½ | 0  | 1  | ½  | 0  | ½  | ½  | ½  | ½  | ½  | ½  | ½  | ۰  | ۸½       |
| بابی فیشر (USA)      | 2785   | 0 | 0 | ۱ | ½ | 1 | 1 | ½ | 1 | ½ | 1  | ۰  | ½  | ۱  | ½  | ½  | ½  | ½  | ½  | ½  | ½  | ۱  | ۱۲½      |

## یادداشت
1. ↑  بازیکن دوم، به دستیار بازیکنانی می‌گویند که در بازی‌های بزرگ شرکت می‌کنند. به نوعی می‌توان این افراد را مربی نامید. بازیکن دوم در آماده‌سازی بازیکن نقش به سزایی دارد، به بازیکن در مطالعه و تجزیه و تحلیل بازی‌های بازیکن حریف کمک می‌کند. البته وجود بازیکن دوم در حدود ۱۹۹۰ به پایان رسید.